# Cuentos de la infancia y del hogar
Cuentos de la infancia y del hogar (alemán: Kinder- und Hausmärchen) es un célebre libro de cuentos de hadas alemán de tradición oral, recopilado por los hermanos Grimm, Jacob y Wilhelm, cuyo primer volumen se publicó en Berlín en 1812, y cuyo segundo volumen se publicó en 1815. Los hermanos Grimm publicaron siete ediciones del libro, siempre en dos volúmenes y con varias modificaciones, siendo la última de ella publicada en 1857 en Göttingen, reuniendo 211 cuentos. La colección también se conoce comúnmente como Cuentos de hadas de los hermanos Grimm.
Entre los cuentos que se han vuelto famosos de esta colección se encuentran "Hansel y Gretel", "La Cenicienta", "Rapunzel", "Caperucita Roja", "La bella durmiente" y "Blancanieves".
El libro ha sido traducido a más de 170 idiomas. Al español fue traducido parcialmente por José S. de Viedma (1831-1898) en dos ediciones de 1867 y 1879, bajo el título de Cuentos escogidos de los hermanos Grimm, y de manera completa por Francesc Payarols Casas (1896-1998) en 1956.

## Título
"A los niños se les cuentan cuentos para que a su luz pura y amable se despierten y crezcan los primeros pensamientos y anhelos del corazón, pero ya que a todos puede llegar la sencilla poesía y la verdad de los cuentos, y ya que éstos deben permanecer en el seno de la familia y transmitirse dentro de ella, se les llama también Cuentos del hogar".

## Composición
El primer volumen de la primera edición fue publicado en 1812 y contiene 86 historias; el segundo volumen de 70 historias le siguió en 1815. Para la segunda edición, se publicaron dos volúmenes en 1819 y una tercera en 1822, por un total de 170 cuentos. La tercera edición apareció en 1837; la cuarta edición en 1840; la quinta edición en 1843; la sexta edición en 1850; y la séptima edición en 1857. De una edición a otra, se añadieron y se quitaron historias, con la séptima edición contando con 210 cuentos. Todas las ediciones fueron ampliamente ilustradas, en un principio por Johann Philipp Grot y, después de su muerte en 1892, por el ilustrador alemán Robert Leinweber.
Los primeros volúmenes fueron muy criticados porque, a pesar de que fueron llamados "Cuentos infantiles", no fueron considerados como adecuados para los niños. Muchos de los cambios a través de las ediciones - tales como cambiar a la malvada madre de la primera edición de La Cenicienta, Blancanieves y Hansel y Gretel por una malvada madrastra - probablemente fueron hechos con el propósito de hacerlos más convenientes. Se quitaron las referencias sexuales -tales como la inocencia de Rapunzel preguntando por qué su vestido estaba apretado alrededor de su vientre, revelando ingenuamente a la bruja Gothel su embarazo de su amado príncipe fruto de sus visitas a escondidas- pero en muchos aspectos, la violencia, sobre todo al castigar a los villanos, fue aumentada.
En 1825, los hermanos Grimm publicaron su Kleine Ausgabe o "pequeña edición", una selección de 50 cuentos diseñados para lectores infantiles. La versión infantil pasó por diez ediciones entre 1825 y 1858.

## Influencia

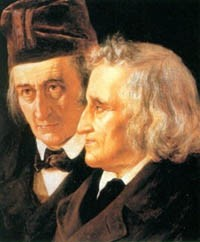
Los hermanos Grimm.

La influencia de estos libros fue generalizada. W. H. Auden elogió la colección, durante la Segunda Guerra Mundial, como una de las obras fundacionales de la cultura occidental. Los cuentos han tenido muchos usos. Adolf Hitler los elogió como cuentos populares que muestran a los niños instintos raciales sólidos de que busquen cónyuges racialmente puros, y con tanta fuerza que las fuerzas aliadas previnieron en contra de ellos; por ejemplo, Cenicienta podría interpretarse como una heroína racialmente pura, la madrastra de Cenicienta como una extranjera, y el príncipe con un instinto intacto que es capaz de distinguir. Escritores que han escrito sobre el Holocausto han combinado los cuentos con sus memorias, como Jane Yolen en su Briar Rose.
La obra de los hermanos Grimm influenció a otros coleccionistas, inspirándoles a recopilar cuentos populares y llevándolos a creer de manera similar, en un espíritu de nacionalismo romántico, de que los cuentos de hadas de un país eran particularmente representativos del mismo, e ignorando la influencia intercultural. Entre los influenciados estuvieron el ruso Alexander Afanasiev, los noruegos Peter Christen Asbjørnsen y Jørgen Moe, el inglés Joseph Jacobs, y Jeremías Curtin, un estadounidense que recogió cuentos irlandeses. No siempre hubo una reacción satisfactoria a su colección. Joseph Jacobs fue en parte inspirado por su queja de que los niños ingleses no leían cuentos de hadas ingleses; en sus propias palabras: "Lo que Perrault comenzó, los Grimm lo terminaron".
Tres obras individuales de Wilhelm Grimm incluyen Altdänische Heldenlieder, Balladen und Märchen ('Viejos cantos heroicos daneses, baladas y cuentos populares') en 1811, Über deutsche Runen en 1821, y Die deutsche Heldensage ('La saga heroica alemana') en 1829.